# آستین پاورز: جاسوسی که مرا تکان داد
آستین پاورز: جاسوسی که من را تکان داد (به انگلیسی: Austin Powers: The Spy Who Shagged Me) فیلمی کمدی جاسوسی به کارگردانی جی روچ محصول سال ۱۹۹۹ آمریکا است که از بازیگران اصلی آن می‌توان به مایک مایرز، هیتر گراهام، راب لاو، ویل فرل، رابرت واگنر، ست گرین، میندی استرلینگ، الیزابت هارلی، ورن ترویر، جنیفر کولیج، ویل فرل، کلینت هاوارد، جیا کاردیس، کریستن جانستون، جف گارلین، مایکل مک‌دونالد، برت بکراک، الویس کاستلو، جری اسپرینگر، ربکا رومین، وودی هارلسون، چارلز نپیر، تیم رابینز، میچ رائوز و آنتونی جی اشاره کرد.

## داستان
«آستین پوئرز» (مایک مایرز)، عکاس مد، مقیم لندن پرتحرک و امروزی و مأمور آژآنس جاسوسی معتبر بین‌المللی در دههٔ ۱۹۶۰ که اکنون در دههٔ ۱۹۹۰ اعتبارش را از دست داده، مطلع می‌شود نابغهٔ جنایت و همزاد او، دکتر شیطان (مایک مایرز) راز جذابیت او را دزدیده و به عنوان آخرین نقشهٔ شیطانی به سال‌های دههٔ ۱۹۶۰ برگشته؛ بنابراین پوئرز هم برای به دست آوردن دوبارهٔ جذابیتش، باید در زمان به عقب برگرد.